# Bunny (álbum)
Bunny es el álbum debut de la banda estadounidense Halo Circus. Fue grabado en Little White Lotus Studio en Compton, California, 76 Steps Studios, Hollywood, California, Sphere Studio en Los Ángeles y Hinge Studios. Fue publicado el 23 de junio de 2016.

## Antecedentes
Algunos grandes exponentes de la música colaboraron con el grupo para pulir la lista de canciones final. El icono del pop Paul Williams coescribió la balada «Band Aid». John Taylor, miembro de la banda Duran Duran coescribió «Something Special». La compositora, cantante y productora argentina Claudia Brant es nombrada como la coescritora de «Yo Me Voy». El álbum también incluye un cover de «Verdad» originalmente escrita y grabada por la cantante mexicana Julieta Venegas.
El primer sencillo asociado con el álbum fue «Gone». Escriba en respuesta a que Iraheta fue dejada atrás por su anterior casa disquera, fue publicado el 8 de octubre de 2013.

## Lista de canciones
1. "He Promises The Moon" – 0:50
2. "Nothing At All" – 4:18
3. "All I Have" – 3:24
4. "Desire (Lo Que Vale La Pena)" – 4:29
5. "Far from Eden" – 0:56
6. "Yo Me Voy" – 4:10
7. "Verdad" – 3:58
8. "Guns in Our Hands" – 5:41
9. "Band Aid" – 5:07
10. "Out of Love" – 5:02
11. "You Can't Take You Away from Me" – 4:19
12. "Dawn" – 0:38
13. "Something Special" - 5:38
14. "Hello Love" - 4:20